# Parque Nacional Little Desert
O Parque Nacional Little Desert é um parque nacional localizado na região de Wimmera Mallee, no estado de Vitória, na Austrália. Com uma área de 132.647 hectares, o parque está situado próximo à cidade de Dimboola, a aproximadamente 375 km a oeste de Melbourne, estendendo-se do rio Wimmera a leste até a fronteira com a Austrália Meridional a oeste, perto de Naracoorte.
Embora a região seja dominada por terras agrícolas, o Parque Nacional Little Desert é "caracterizado, principalmente, por solos arenosos profundos de baixa fertilidade, com pequenas áreas de solos argilosos. Há ainda alguns afloramentos rochosos de arenito e áreas de solos profundos com pedregulhos. A precipitação anual varia significativamente de leste a oeste".:2 O Little Desert "permanece intocado pela atividade humana, apesar de, nos primeiros anos de colonização europeia, ter sido utilizado para pastagem e extração de madeira". Atualmente, o parque é dividido em três blocos: Bloco Oeste, Bloco Central e Bloco Leste, separados por duas estradas norte-sul, a estrada Nhill-Harrow e a estrada Kaniva-Edenhope.:1
O parque é um destino turístico importante, recebendo cerca de 50.000 visitantes por ano. A Parks Victoria, organização governamental responsável pelo parque, mantém diversos locais de acampamento, trilhas para caminhada, mirantes e pistas para veículos com tração nas quatro rodas, uma vez que muitas estradas internas são acessíveis apenas por veículos 4x4 e algumas são fechadas durante o inverno ou após chuvas.

## História

### Antes do Parque Nacional
Antes da criação do parque, pequenos grupos familiares aborígenes acampavam ao longo do rio Wimmera. A atividade europeia começou com pastagem na década de 1840, mas cessou na década de 1960. Durante a Segunda Guerra Mundial, o Bloco Central foi usado como campo de bombardeios e tiroteios, e ainda restam vestígios de vários abrigos subterrâneos de observação.:5-6

### Parque Nacional
O solo arenoso de baixa fertilidade e as chuvas escassas dificultavam a agricultura. Após a Segunda Guerra Mundial, o governo estadual considerou limpar e vender as terras da região do Little Desert. A oposição popular à venda para agricultura foi intensa e rapidamente ganhou apoio em Vitória. O governo de Henry Bolte ignorou inicialmente as preocupações ambientais, mas a indignação pública pela proposta de subdivisão resultou na perda do cargo do ministro responsável em uma eleição parcial. O debate sobre o Little Desert impulsionou o movimento de conservação ambiental de Vitória, levando à formação do Conselho de Conservação de Vitória e à adoção de políticas ambientais pelo governo conservador de Henry Bolte, incluindo a criação do Conselho de Conservação de Terras para revisar o uso de terras públicas de forma sistemática e independente. O arquiteto do Conselho de Conservação de Terras foi o recém-nomeado Ministro de Terras, Conservação e Assentamento de Soldados, William Borthwick, que apoiou a preservação da área como reserva natural. Assim, em 1955, o Santuário Kiata Lowan foi estabelecido para preservar o "Bloco Leste" do Little Desert e proteger o faisão-australiano. Em 1969, esse santuário tornou-se o "Parque Nacional Little Desert" no "Bloco Leste", e em 1986, os blocos "Central" e "Oeste" foram adicionados.:5-6

### Incêndio florestal em 2025
Em 27 de janeiro de 2025, um incêndio florestal descontrolado atingiu o Parque Nacional Little Desert e a cidade vizinha, Dimboola, foi evacuada. Mais de 65.000 hectares foram queimados em menos de 8 horas e, em 31 de janeiro, o incêndio foi considerado controlado após queimar 70.887 hectares ao todo. O Little Desert Nature Lodge, um "renomado centro de casamentos e conferências" próximo à fronteira do parque, foi destruído.

## Flora e fauna
O Parque Nacional Little Desert possui uma precipitação anual de aproximadamente 480 mm, com variação de 400 mm no leste a 600 mm próximo a Naracoorte. A vegetação do parque varia de charnecas no Bloco Leste a bosques de ciprestes e Casuarina no Bloco Oeste, mais úmido e com grandes áreas de pântanos sazonais formados sobre argila. As áreas arenosas do parque são caracterizadas por solos lateríticos e espécies do gênero Melaleuca, como a Melaleuca uncinata [en]. Marsupiais como o Trichosurus vulpecula e o Macropus fuliginosus são comuns em todo o parque, assim como lagartos tomando sol.

### Aves
Com mais de 200 espécies de aves, o parque foi identificado pela BirdLife International, uma ONG internacional, como uma área importante para a preservação de aves, devido ao suporte a populações de faisão-australiano e rabo-de-fogo-diamante [en] (Stagonopleura guttata). O faisão-australiano é uma ave rara encontrada no local, e sua proteção foi um fator determinante na decisão de preservar a área em 1968.

## Links externos
- Página oficial do Parque Nacional Little Desert (em inglês)
- Página do Parque Nacional Little Desert no site Protected Planet (em inglês)
- «Birds of the Mallee Parks» (PDF). Parks Victoria (PDF) (em inglês). Governo de Victoria. Novembro de 2010. Consultado em 20 de agosto de 2014. Arquivado do original (PDF) em 16 de maio de 2018